# Casal de Catalunya de Paris
 (décembre 2022).
Si vous disposez d'ouvrages ou d'articles de référence ou si vous connaissez des sites web de qualité traitant du thème abordé ici, merci de compléter l'article en donnant les références utiles à sa vérifiabilité et en les liant à la section « Notes et références ».
Pour les articles homonymes, voir Casal.
Le Casal de Catalunya de Paris est une association loi de 1901 créée le 9 juillet 1945 pour être le lieu de rencontre de tous les Catalans exilés à Paris. Plus de soixante-dix ans plus tard, l'association existe toujours.

## Présentation
Parmi les fondateurs de l’association, on trouve des personnalités comme Lluís Nicolau d'Olwer (conseiller de la Généralité de Catalogne, ministre du gouvernement républicain et ambassadeur espagnol au Mexique), le sculpteur Joan Rebull, l'enseignante Antònia Adroher i Pascual ou le peintre Antoni Clavé. L’association atteint 1 360 membres en 1964.
L’enseigne du Casal de Catalunya de Paris représente un bateau et la devise Fluctuat nec mergitur de la capitale française, les quatre bandes sont celles du drapeau catalan et l’hirondelle est l’oiseau de l’émigration.
En 2007, l’association décide, en assemblée générale extraordinaire, la vente de son local rue Berzélius, dans le 17e arrondissement, car celui-ci ne correspond plus à ses besoins. Actuellement, l’adresse se trouve dans un local associatif au 60-62, rue Saint-André-des-Arts, dans le 6e arrondissement.